# Saint-Chinian
Saint-Chinian é uma comuna francesa na região administrativa de Occitânia, no departamento de Hérault. Estende-se por uma área de 23,29 km². Em 2010 a comuna tinha 1 722 habitantes (densidade: 73,9 hab./km²).